# Покровське (Берестинський район)
Покровське — селище в Україні, у Берестинському районі Харківської області. Населення становить 299 осіб.

## Географія
Селище Покровське знаходиться між автомобільними дорогами М18 (E105) і Р51. На відстані 5 км розташовані села Зоряне, Вишневе, Піщанка та Іванівське. У селищі бере початок Балка Полтавська.

## Історія
1800 — дата заснування.
12 травня 2016 року в рамках декомунізації прийнята постанова згідно якої селище Жовтневе було перейменоване у Покровське. Постанова вступила в дію 22 травня 2016 року.

## Населення
Згідно з переписом УРСР 1989 року чисельність наявного населення селища становила 220 осіб, з яких 99 чоловіків та 121 жінка.
За переписом населення України 2001 року в селищі мешкали 292 особи.

### Мова
Розподіл населення за рідною мовою за даними перепису 2001 року:
| Мова       | Відсоток |
| ---------- | -------- |
| українська | 78,93 %  |
| російська  | 20,40 %  |
| інші       | 0,67 %   |

## Економіка
- Молочно-товарна ферма.

## Об'єкти соціальної сфери
- Школа.
- Клуб.